# Lenske, Smila
Lenske (în ucraineană Ленське) este un sat în comuna Nosaciv din raionul Smila, regiunea Cerkasî, Ucraina.

## Demografie
Componența lingvistică a localității Ciubivka
     Ucraineană (96,73%)
     Rusă (3,27%)
Conform recensământului din 2001, majoritatea populației localității Ciubivka era vorbitoare de ucraineană (96,73%), existând în minoritate și vorbitori de rusă (3,27%).